# Bandeira da Argentina
A bandeira da Argentina é um dos símbolos oficiais da República Argentina, juntamente com o Laço Nacional, o Escudo da República e o Hino Nacional. A atual versão da bandeira foi concebida por Manuel Belgrano com base no laço nacional e foi apresentada primeiramente em 1812 como símbolo da Guerra da Independência. A Bandeira nacional foi aceita oficialmente em 1816, no ato de ratificação da Declaração de Independência. Conhecida como "Celeste", devido a cor azul de "um céu durante o dia nos ângulos normais de visada", é dividida em três faixas horizontais com o "Sol de Maio" ao centro.

## História
Nos primeiros anos da Guerra da Independência, o general Manuel Belgrano percebeu que na região de Rosario, ambas as tropas "realistas" e "separatistas" trajavam as cores da metrópole (amarelo e vermelho). Belgrano, então, criou um laço nas cores azul-celeste e branco, que haviam sido usadas pelos criollos durante a Revolução de Maio. O laço, uma vez aprovado pelo Triunvirato em 1812, tornou-se adereço das tropas argentinas e utilizando as mesmas cores, Belgrano criou uma bandeira de três faixas horizontais. A bandeira criada por Belgrano foi usada pela primeira vez em 27 de fevereiro de 1812 em uma fortificação às margens do rio Paraná. Ao contrário do laço, o Triunvirato não aceitou a bandeira criada por Belgrano, com o argumento de que bonapartistas poderiam interpretar a criação de uma bandeira como ato de rebeldia.
O Triunvirato enviou uma carta advertindo Belgrano sobre o uso da bandeira. Contudo, quando a carta chegou ao destino, Belgrano já havia deslocado-se para o norte do país. A bandeira foi hasteada primeiramente em 23 de agosto de 1812 no topo da Igreja de São Nicolau de Bari, onde atualmente ergue-se o Obelisco de Buenos Aires. Sem ciência da carta, Belgrano levou a bandeira junto de si na sua missão no norte do país; na paróquia de San Salvador de Jujuy a bandeira foi abençoada pelo padre local e jurada pelos soldados. Belgrano tomou conhecimento da carta quando chegou a localidade de Salta, garantindo a seus partidários que a bandeira seria reservada para a eventual vitória na Guerra de Independência. O Segundo Triunvirato, na Assembleia do ano XIII, adotou uma ideologia mais liberal com relação ao anterior. Apesar de não declarar uma bandeira oficial, aprovou o uso da bandeira de Belgrano como bandeira de guerra. Em 1813, os argentinos venceram o general Pío de Tristán na primeira batalha com a nova bandeira. 
Em 20 de julho de 1816, a bandeira de Belgrano foi declarada oficialmente a bandeira nacional da Argentina, juntamente com a Declaração de Independência. Em 1818, o Congresso incluiu o Sol de Maio na bandeira de guerra, mantendo a bandeira civil tal como Belgrano a concebeu. Posteriormente, o símbolo foi incluído na bandeira civil, representando a identidade cultural argentina ao invés de guerra.
Em 1957, o governo inaugurou o Monumento Nacional a la Bandera, em Rosario, um complexo de 10 000 m² em homenagem a criação da Bandeira argentina.

Primeira bandeira usada pelos separatistas argentinos na Guerra da Independência da Argentina, era simplesmente a antiga bandeira da metrópole espanhola
Bandeira içada por Belgrano em Rosário por volta de 1812
Bandeira usada por Belgrano em 1812 e atual Bandeira da Província de Tucumán desde 13 de abril de 2010
Primeira bandeira aprovada como oficial pelas Províncias Unidas do Rio da Prata em 1816
Bandeira de 1819 a 1820, mudando o tom de azul para escuro em detrimento do celeste por negociações monárquicas com França[1]
Bandeira de Artigas, usada pela Liga Federal entre 1815 e 1820
Bandeira da Argentina por volta de 1840
Bandeira da Confederação Argentina (1860)
Bandeira civil da Argentina até 1985 (como "bandeira de guerra" sempre se usou a bandeira com o Sol de Maio).
Bandeira usada na atualidade. Já não existe "bandeira de guerra", a bandeira atual argentina foi incluído o Sol de Maio na bandeira concebida por Manuel Belgrano.

## Descrição
Seu desenho consiste em um retângulo de proporção largura-comprimento de 9:14 dividida horizontalmente em três faixas de mesma largura nas cores azul-celeste com uma listra branca a separá-las. Na lista central encontra-se o Sol de Maio, com 32 raios, sendo 16 ondulantes e 16 acrobáticas na cor dourada com detalhes em marrom. Segundo a tradição, a ideia de se colocar o Sol de Maio deve-se ao olhar que o General Belgrano dirigiu ao céu antes da Batalha do Paraná. O emblema solar é um ícone importante na Argentina e apareceu em anteriores versões da bandeira. Embora o país tenha tido outras bandeiras, esta sempre foi oficial desde a Revolução de Maio.

## Cores
As cores oficiais da Bandeira argentina são definidas através do padrão conhecido como "CIE 1976":
|             | Azul                        | Amarelo                    | Marrom                      | Branco          |
| ----------- | --------------------------- | -------------------------- | --------------------------- | --------------- |
| RGB         | 117/170/219                 | 252/191/73                 | 132/53/17                   | 255/255/255     |
| Hexadecimal | 75AADB                      | FCBF49                     | 843511                      | FFFFFF          |
| CMYK        | C 46.58 M 22.37 Y 0 K 14.12 | C 0 M 24.21 Y 71.03 K 1.18 | C 0 M 59.85 Y 87.12 K 48.24 | C 0 M 0 Y 0 K 0 |

## Outras bandeiras nacionais

Bandeira de uso civil em terra e mar.
Jaque naval da Armada Argentina.

## Bandeiras similares
Em 1818, a bandeira argentina foi usada como modelo por Louis-Michel Aury para a bandeira de San Andrés e Providencia, a primeira nação independente da América Central até a anexação pela Colômbia em 1821. Em 1823, foi usada novamente como modelo pelas Províncias Unidas da América Central (Guatemala, El Salvador, Nicarágua, Costa Rica), que existiu até 1838. Mesmo após a dissolução das Províncias Unidas, as nações que lhe constituíam mantiveram a base azul celeste da primeira bandeira, exceto a Costa Rica. As bandeiras de Paraguai e Uruguai, países vizinhos a Argentina, também foram inspiradas pela bandeira "Celeste".

Guatemala
El Salvador
Honduras
Nicarágua
Costa Rica
Paraguai
Uruguai

## Galeria

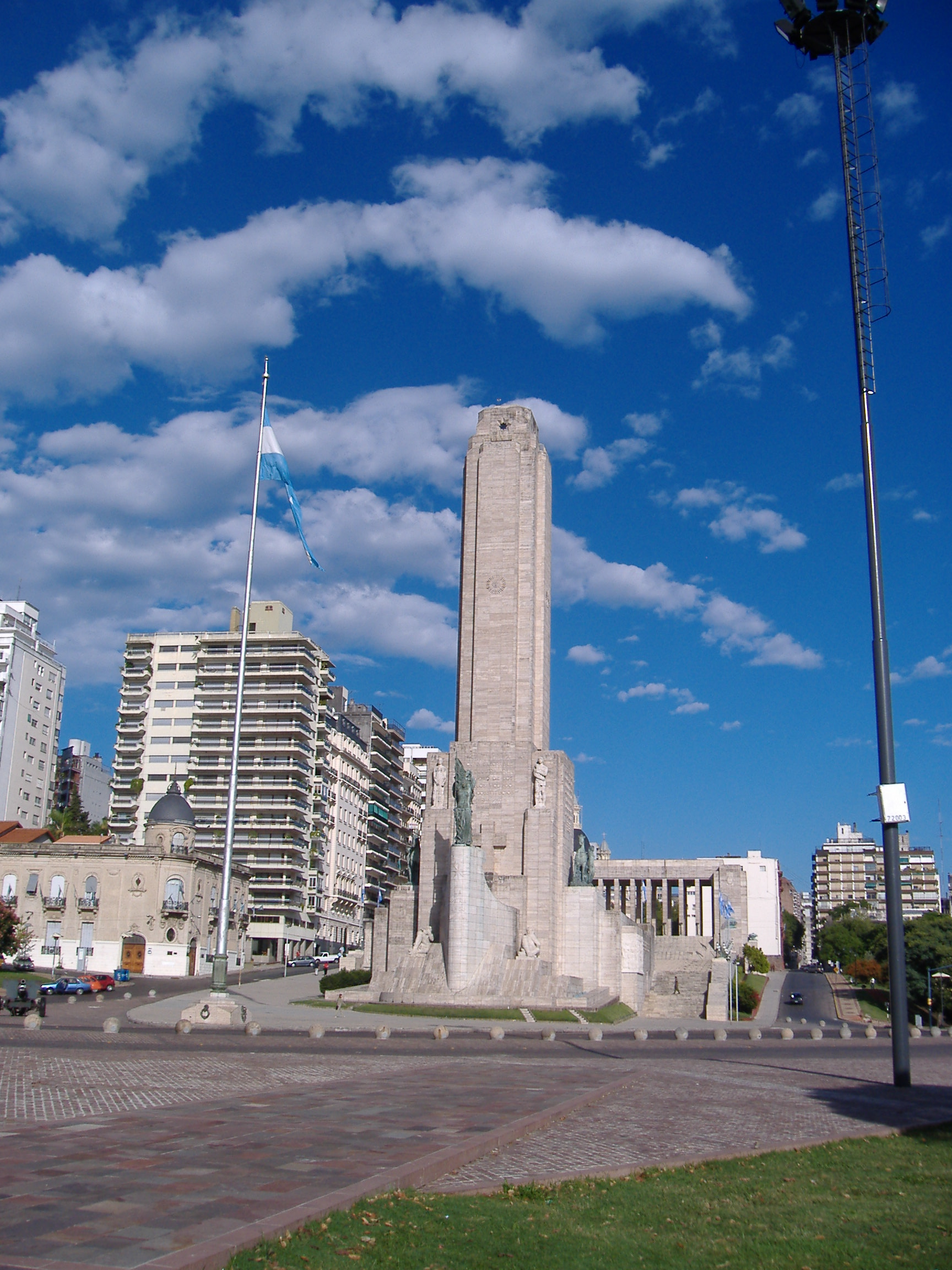
Monumento Nacional à bandeira em Rosário.
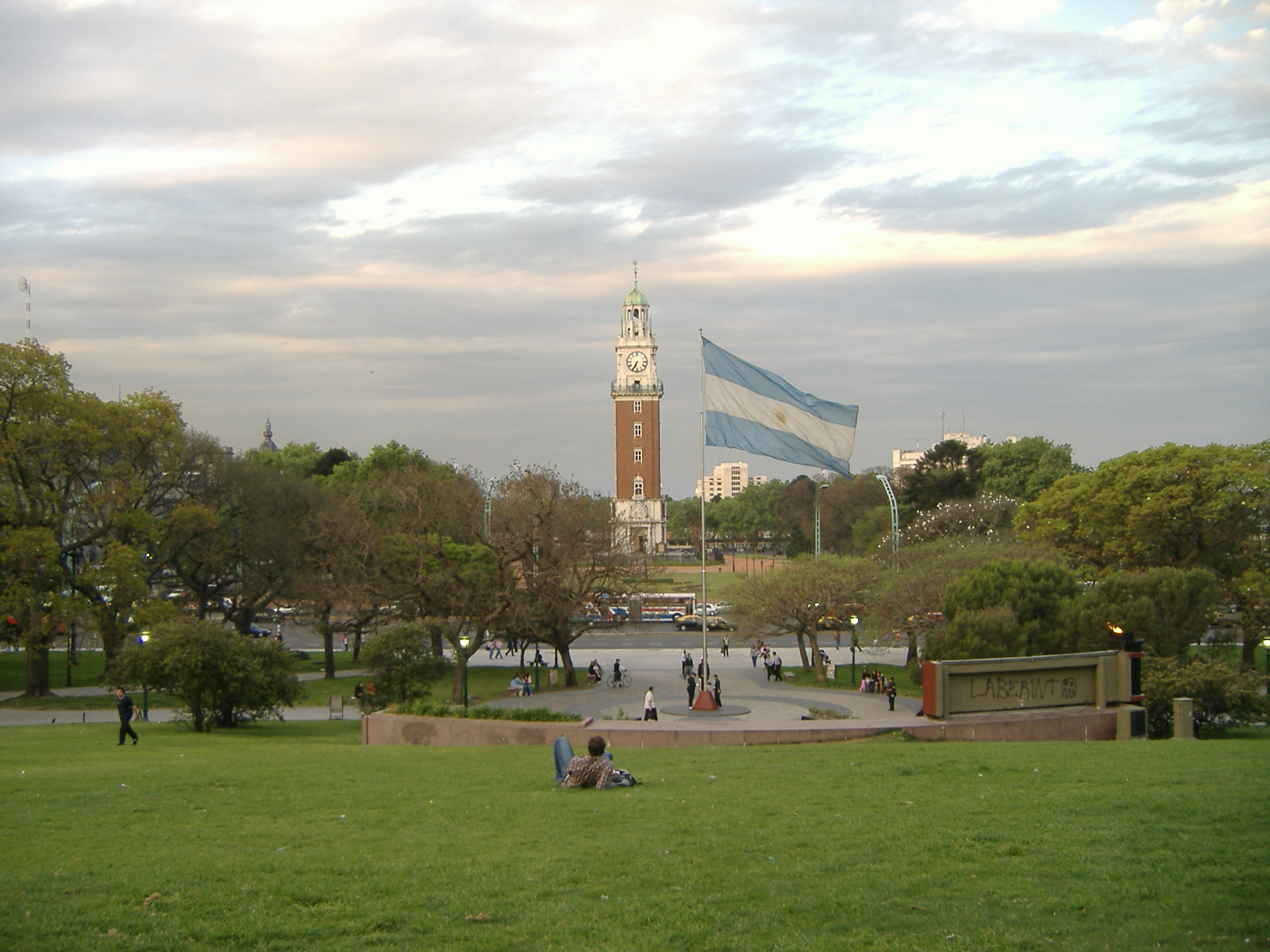
Recolhimento da bandeira argentina.
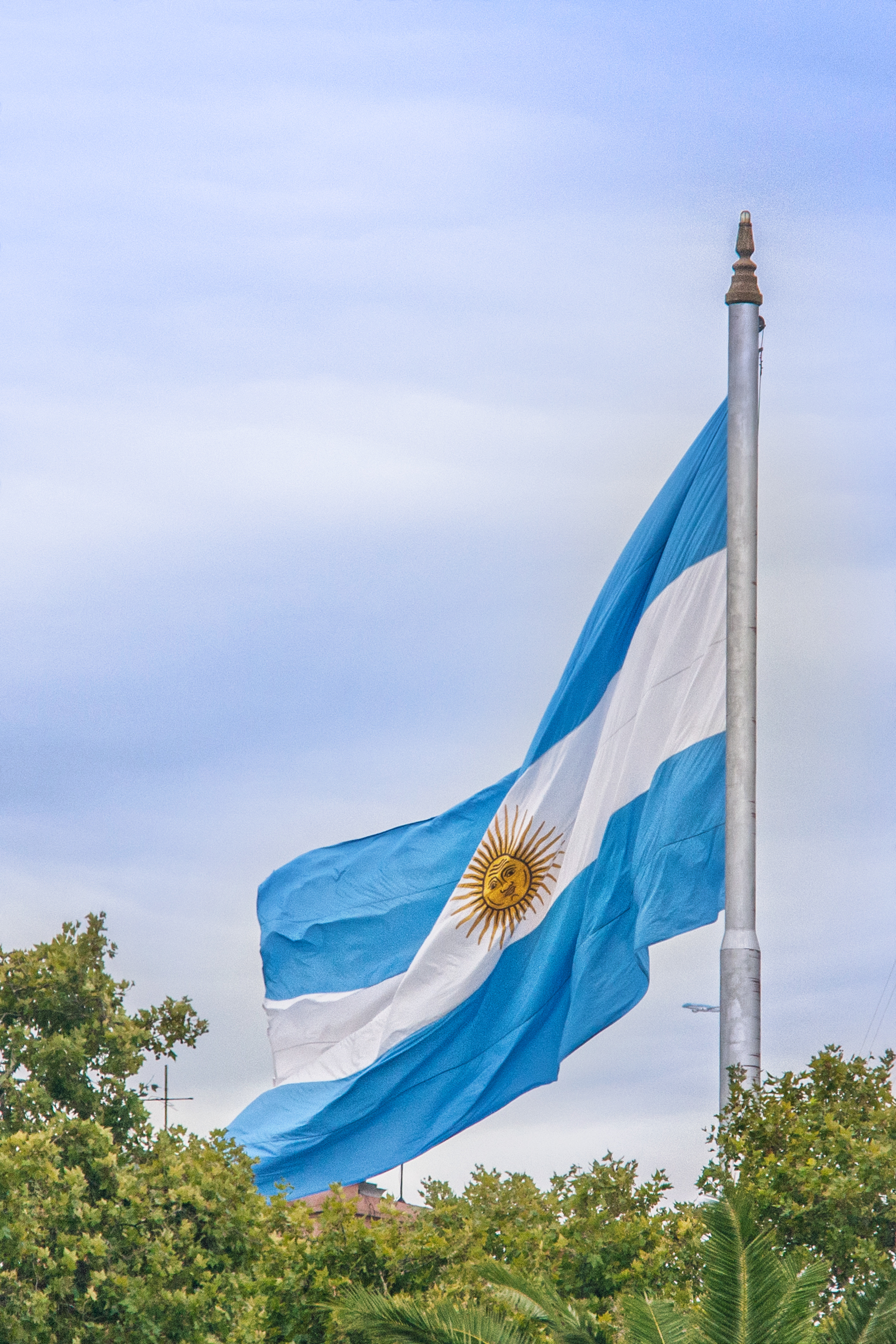